# Route asiatique 42
Pour les articles homonymes, voir Route 42.
La Route asiatique 42 (ou en anglais : Asian Highway 42, AH42)  est une route du réseau routier asiatique, long de 3 754 km de l'AH5 à Lanzhou, capitale de la province du Gansu, au Nord de la Chine, jusqu'à l'AH1, à Barhi (en), dans l'État de Jharkhand, en Inde.
Elle traverse la Chine et le Népal, et l'Inde. C'est la route asiatique la plus proche du Mont Everest.
Plus de la moitié de cette route, de Lhasa à Lanzhou, en Chine, est labellisé comme une « Route asiatique potentielle »

## Chine
Elle passe par les villes suivantes en Chine :
- G109 : Lanzhou - Xining - Golmud - Lhassa ;
- G318 : Lhassa - Zhangmu.

## Népal
- Araniko Highway : Kodari - Katmandou ;
- Tribhuvan Highway : Katmandou - Narayangarh (AH2) - Pathlaiya (AH2) - Birganj.

## Inde
- Route nationale 527D (en) : Raxaul (en) - Motihari - Pipra Kothi
- Autoroute nationale 27 : Pipra Kothi - Muzaffarpur
- Autoroute nationale 22 (en) : Muzaffarpur
- Autoroute nationale 122 (en) : Muzaffarpur - Barauni (en)
- Autoroute nationale 31 : Barauni - Barh - Bakhtiarpur (en)
- Autoroute nationale 20 : Bakhtiarpur (en) - Bihar Sharif - Nawada (en) - Barhi (en)